# Balls to the Wall (álbum)
Balls to the Wall es el quinto álbum de estudio de la banda alemana de heavy metal Accept, publicado en 1983 por RCA Records para el mercado europeo y al año siguiente en los Estados Unidos por el sello Portrait. Es su primer disco que llamó la atención de los mercados norteamericanos y se convirtió en uno de los más vendidos de su carrera, debido a que es el único que ha sido certificado con disco de oro en los Estados Unidos y Canadá.
Tras su lanzamiento generó algunas controversias en algunos países, principalmente por el mensaje de ciertas canciones referidas a la homosexualidad y la represión política, como también por su sugerente portada. Aun así, recibió buenas reseñas de la crítica que lo posicionan como uno de los álbumes más vendidos de su carrera.

## Antecedentes
Luego que se puso a la venta generó algunas controversias en los Estados Unidos por su sugerente portada y su título, así como también por las letras de «London Leatherboys» y «Love Child», que significó que la crítica y los distribuidores de música de aquel entonces lo tildaran como un disco homoerótico y homosexual. En cierta medida, dicha controversia generó una buena publicidad en dicho país y ante ello el guitarrista Wolf Hoffmann comentó en una entrevista: «Ustedes los estadounidenses son tan susceptibles ante eso. En Europa nunca fue un gran problema... queríamos ser controvertidos, diferentes y tocar estos temas delicados, porque nos dio prensa y funcionó maravillosamente».
Al respecto, el baterista Stefan Kaufmann explicó que muchos de los temas del disco tratan sobre las minorías oprimidas en general. «London Leatherboys» trata sobre los clubes de moteros: «Son gente normal, que solo se ven diferentes y se comportan de manera distinta, pero son gente normal, otra minoría más. Y «Love Child» trata sobre los gays, es verdad, pero se trata básicamente de personas que son oprimidas». Por aquellos años el tema de la homosexualidad era prácticamente un tabú, que generaba cierta oposición en la gente y en la industria musical. En una entrevista realizada por la revista francesa Enfer a Kauffmann, sobre por qué incluir estos temas en sus canciones comentó: «Es un fenómeno que debe ser considerado. Debido a que existe en una amplia escala y debe ser desmitificado...Durante mucho tiempo estas personas han sido consideradas como enfermas o locas. Sin embargo, es el momento de respetar a estas personas, abrir nuestras mentes que a menudo están cerradas».

## Recepción
Balls to the Wall marcó un antes y un después en la carrera de Accept, ya que logró muy buenas reseñas de la crítica como también una buena acogida en los mercados mundiales, superando así lo conseguido con sus anteriores producciones. Eduardo Rivadavia de Allmusic lo consideró como su disco más notorio y su mayor éxito comercial. Además, mencionó que era más melódico y menos potente que su antecesor, pero que en esencia es un álbum de heavy metal. Con respecto a su canción homónima dijo que era una obra maestra irresistible. El crítico canadiense Martin Popoff consideró que la complejidad de las letras combinadas con los riffs limpios y sobrios, le dan al disco una sutil sofisticación y un propósito singular. En una de las listas realizadas por el canadiense situó a Balls to the Wall en el primer lugar de los 100 mejores álbumes de metal de la década de 1980. Pierre Bégin de la revista en línea The Metal Crypt lo tildó de obra maestra y como un disco simplemente de heavy metal puro. Además, comentó que cuando HammerFall comenzó a grabar Renegade de 2000 con la ayuda de Michael Wagener, estaban inspirados en Balls to the Wall.
Junto con las buenas críticas que recibió por parte de la prensa, también ingresó en algunas listas musicales de ciertos países. En Alemania logró el puesto 59 de los Media Control Charts, convirtiéndose en la primera producción de la banda en entrar en una lista de su país. De igual manera, fue su primer álbum en llamar la atención de las listas musicales norteamericanas, ya que ingresó en el puesto 74 en los Estados Unidos y llegó hasta la posición 43 en la lista de álbumes de Canadá. Adicional a ello, Balls to the Wall es el único álbum de Accept que ha recibido disco de oro tanto en los Estados Unidos como en Canadá.

## Lista de canciones
Todas las canciones escritas por Accept y Deaffy. Las pistas adicionales incluidas en las remasterizaciones fueron tomadas del EP en vivo Kaizoku-Ban.

| N.º | Título                             | Duración |  |
| 1.  | «Balls to the Wall»                | 5:50     |  |
| 2.  | «London Leatherboys»               | 3:57     |  |
| 3.  | «Fight It Back»                    | 3:30     |  |
| 4.  | «Head Over Heels»                  | 4:19     |  |
| 5.  | «Losing More Than You've Ever Had» | 5:04     |  |
| 6.  | «Love Child»                       | 3:35     |  |
| 7.  | «Turn Me On»                       | 5:12     |  |
| 8.  | «Losers and Winners»               | 4:19     |  |
| 9.  | «Guardian of the Night»            | 4:25     |  |
| 10. | «Winterdreams»                     | 4:45     |  |

| Pistas adicionales en remasterización de 2001 |                             |          |  |
| N.º                                           | Título                      | Duración |  |
| 11.                                           | «Head Over Heels» (en vivo) | 5:53     |  |
| 12.                                           | «Love Child» (en vivo)      | 4:58     |  |

| Pistas adicionales en remasterización de 2002 |                             |          |  |
| N.º                                           | Título                      | Duración |  |
| 11.                                           | «Up to the Limit» (en vivo) | 4:53     |  |
| 12.                                           | «Head Over Heels» (en vivo) | 5:53     |  |

## Músicos
- Udo Dirkschneider: voz
- Herman Frank: guitarra eléctrica
- Wolf Hoffmann: guitarra eléctrica
- Peter Baltes: bajo
- Stefan Kaufmann: batería